# La signora dalle camelie (film 1971)
La signora dalle camelie è un film televisivo del 1971 diretto da Vittorio Cottafavi, tratto dal romanzo La signora delle camelie di Alexandre Dumas figlio.